# Braziel
Braziel  is een rood pigment dat uit brazielhout wordt verkregen. Het staat ook bekend als Natural Red 24.

## Extractie en preparatie
De populairste manier van extractie is door eerst brazielhout te vermalen tot zaagstof. Daarna wordt het opgelost in natriumhydroxide of aluin. In natriumhydroxide verkrijgt men een diepe paarsrode kleur. Deze kleur wordt dan gefixeerd door er aluin bij te doen. Als het houtstof in een oplossing van warm water met aluin wordt opgelost krijgt men meer de typische rode kleur. Dit wordt dan gefixeerd door er natriumhydroxide bij te doen. 
Als de oplossing gefixeerd is, zal de kleurstof uit de oplossing neerslaan. Het water wordt weggevoerd en de kleurstof wordt gedroogd en vermalen.